# رودبار (إيران)
رودبار (بالفارسية: رودبار) هي مدينة تقع في إيران في البلدة المركزية. يقدر عدد سكانها بـ 11,454 نسمة .

## أعلام
- صائب مهيبي